# تشمن ناهال
تشمن ناهال (بالإنجليزية: Chaman Nahal)‏ (2 أغسطس 1927، سيالكوت في باكستان - 29 نوفمبر 2013)؛ كاتب وروائي هندي.